# Bad! Bossa Nova
Bad! Bossa Nova è un album di Gene Ammons, pubblicato dalla Prestige Records nel 1962. I brani furono registrati il 9 settembre 1962 al Van Gelder Studio di Englewood Cliffs, New Jersey (Stati Uniti). Nel 1968 il disco fu ripubblicato (sempre dalla Prestige Records, PRST-7552) con il titolo di Jungle Soul.

## Tracce
Lato A
1. Pagan Love Song – 4:45 (Arthur Freed, Nacio Herb Brown)
2. Ca' Purange – 9:35 (Mussapere (Natalicio Lima))
3. Anna – 3:20 (Roman Vatro (Armando Trovajoli))

Lato B
1. Caé Caé – 3:46 (Pedro Berrios, Roberto Martins)
2. Moito Mato Grosso – 7:44 (Gene Ammons)
3. Yellow Bird – 5:07 (Alan Bergman, Marilyn Keith, Norman Luboff)

## Musicisti
- Gene Ammons - sassofono tenore
- Bucky Pizzarelli - chitarra spagnola
- Kenny Burrell - chitarra ritmica
- Hank Jones - pianoforte
- Norman Edge - contrabbasso
- Oliver Jackson - percussioni
- Al Hayes - bongos